# 希瑟阿迪申 (加利福尼亞州)
希瑟阿迪申（英語：Heeser Addition）是位於美國加利福尼亞州門多西諾縣的一個非建制地區。該地的面積和人口皆未知。

## 地理
希瑟阿迪申的座標為39°24′55″N 123°46′15″W / 39.41528°N 123.77083°W，而該地的平均海拔高度為95米（即312英尺）。